# Балка Скалозубова
Балка Скалозубова (Малижинка) — балка (річка) в Україні у Золочівському районі Харківської області. Права притока річки Мерли (басейн Дніпра).

## Опис
Довжина балки приблизно 4,93 км, найкоротша відстань між витоком і гирлом — 4,24  км, коефіцієнт звивистості річки — 1,16 . Формується декількома струмками та загатами.

## Розташування
Бере початок на північно-західній околиці села Писарівка. Спочатку тече на південний захід через село Малижине, далі тече переважно на південний схід і у селі Мерло впадає у річку Мерлу, ліву притоку річки Ворскли.

## Цікаві факти
- У XX столітті на балці існувало багато газових свердловин[3], а у XIX столітті — 1 водяний млин[1].